# Roden (Países Bajos)
Roden es una localidad ubicada en el municipio de Noordenveld, en la provincia neerlandesa de Drenthe. Está a unos 16 km al suroeste de Groninga. En 2021, contaba con una población de 14,565 habitantes.
Roden fue un municipio independiente hasta 1998, cuando se fusionó con el municipio de Noordenveld como parte de las reorganizaciones municipales.

## Personas notables
- Myrthe Bolt (1999), modelo.
- Marco Bos (1979), ciclista.
- Peter Dijkstra (1978), director de coros.
- Tieme Klompe (1976), futbolista.
- Sander Rozema (1987), futbolista.
- Hindericus Scheepstra (1859-1913), escritor y profesor.